# Борисенко Михайло Петрович
Миха́йло Петро́вич Борисенко (21 серпня 1909 — 28 грудня 1979) — радянський офіцер, Герой Радянського Союзу (1944).

## Біографія
Михайло Борисенко народився 21 серпня 1909 року у селі Ганнівка-Вирівська (нині — Білопільський район Сумської області України) у селянській родині. Українець. Після закінчення семи класів школи навчався у автошколі при Центральному інституті праці, працював у Могильов-Подільському РВК Вінницької області.
У 1932—1935 роках проходив службу у Робітничо-селянській Червоній Армії.
Після демобілізації керував колгоспом у Вінницькій області. У 1938 році вступив до ВКП(б).
У 1939 році був повторно призваний до армії.
З квітня 1942 року — на фронтах німецько-радянської війни. Брав участь у боях на Південно-Західному, Центральному та 2-му Українському фронтах. Брав участь у Сталінградській битві, командуючи танковою ротою, та у Курській битві, будучи помічником начштабу артполку з розвідки.
До березня 1944 року капітан Михайло Борисенко командував 881-м самохідним артилерійським полком 3-го танкового корпусу 2-ї танкової армії 2-го Українського фронту.
Відзначився під час визволення правобережної України.
9 березня 1944 року полк Борисенко у районі Умані перегородив німецьким підрозділам шлях до відступу, а потім одним з перших полків прорвався в Умань та завдав противнику великих втрат. Всього ж за січень-березень 1944 року полк Борисенко знищив понад 50 танків, 5 штурмових гармат, 12 батарей протитанкової артилерії, близько двох тисяч солдатів та офіцерів противника.
Брав участь у Яссько-Кишинівській операції.
Після закінчення війни Борисенко продовжив службу у Радянській Армії.
В 1946 році він закінчив курси удосконалення офіцерського складу.
У 1956 році у званні майора Борисенко вийшов у відставку, після чого працював спочатку заступником начальника госпіталю інвалідів Великої Вітчизняної війни, а потім на Півненковському цукровому заводі.
Проживав у місті Тростянець Сумської області Української РСР. Помер 28 грудня 1979 року, похований на тростянецькому Центральному цвинтарі.

## Звання та нагороди
13 вересня 1944 року М. П. Борисенку присвоєно звання Героя Радянського Союзу.
Також нагороджений:
- орденом Леніна
- орденом Червоного Прапора
- 2-ма орденами Червоної Зірки
- медалями